# Natore (zila)
Natore (en bengalí: নাটোর) es un zila o distrito de Bangladés que forma parte de la división de Rajshahi.
Comprende 6 upazilas en una superficie territorial de 1.892 km²: Bagatipara, Baraigram, Gurudaspur, Lalpur, Natore y Singra.
La capital es la ciudad de Natore.

## Upazilas con población en marzo de 2011[2]
- Bagatipara 131,004
- Baraigram 279,672
- Gurudaspur 214,788
- Lalpur 274,405
- Natore Sadar 442,422
- Singra 364,382

## Demografía
Según estimación 2010 contaba con una población total de 1.727.377 habitantes.